# ساحل سليم
َ
ساحِل سِليم مدينة وقاعدة مركز يحمل نفس الإسم بمحافظة أسيوط في مصر.

## الجغرافيا
ويقع مركز ساحل سليم شرق النيل على مسافة 24 كيلومتر جنوب مدينة أسيوط، ويحده من الشرق أراضي صحراوية وهضاب غير مأهولة حتى محافظة البحر الأحمر، ومن الغرب مركز أبوتيج، ومن الشمال مركز الفتح، ومن الجنوب مركز البداري، كما يعتبر مركز ومدينة ساحل سليم من المراكز التي تمتاز بحدائق الموالح والفواكه حتى انه أطلق على المدينة اسم مدينة الحدائق والموالح حيث تصدر بعض أصناف الموالح إلى الخارج. وقد بلغ إجمالي عدد السكان 211,855 ألف نسمة عام 2024م، في حين تصل المساحة الكلية 68.48كم2. وهي تمثل 4.03% من إجمالي مساحة المحافظة. وباعتبار أن إجمالي مساحة المركز مأهولة فإنه يمثل 4.02% من إجمالي المساحة المأهولة للمحافظة.

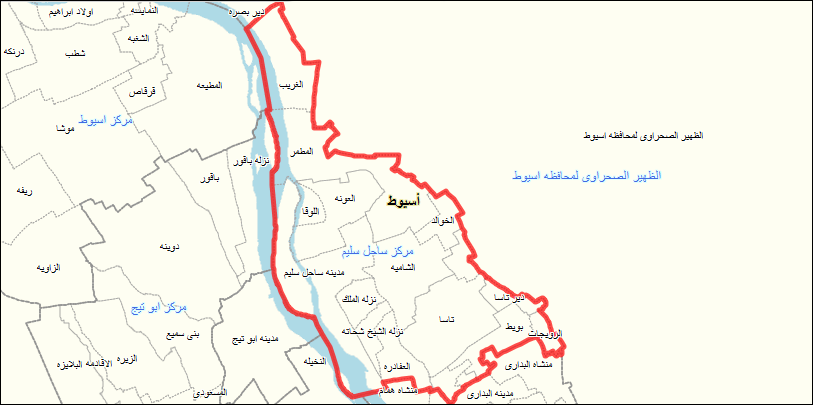
قرى مركز ساحل سليم

وأهم المحاصيل الزراعية في المركز: القطن، القمح، الذرة الرفيعة، الذرة الشامية، والفول البلدي. أما أهم المعالم السياحية فتشمل قرية دير تاسا التي اشتهرت مع البدارى بانها من أهم معالم عصر ماقبل التاريخ في مصر الفرعونية، وقرية المطمر الفرعونية التي يوجد بها معبد رمسيس الثاني وقصر محمد محمود باشا وقصر آل تمام باشا وقصر الخليل.

## سبب التسمية
سميت ساحل سليم بهذا الاسم نسبة الي قبيلة بني سليم وهي قبيلة عربية حجازية.[بحاجة لمصدر]

## التاريخ
تعتبر مدينة ساحل سليم من أقدم مراكز محافظة أسيوط، ويرجع تاريخها إلى العصر ما قبل الفرعوني لوجود آثار في منطقة دير تاسا، حيث كانت الجثث تدفن في وضع القرفصاء وتزود بمجموعة من الأواني الفخارية، وقد سمي بهذا الاسم نسبة إلى قبائل بني سليم التي هاجرت من الجزيرة العربية واستقرت على ساحل النيل بعد الفتح الإسلامي.
وكانت مدينة ساحل سليم وتوابعها تابعة لمركز البداري، ولكنها فصلت عنه عام 1976، غير أن دائرتها الانتخابية لا تزال تتبع مركز البداري .

## التقسيم الإداري
يضم المركز عدة قرى مقسمة على ثلاث وحدات محلية هي
- الوحدة المحلية بالشامية
- الوحدة المحلية بالعونة
- الوحدة المحلية ببويط

وهذه القرى هي:
- الشامية
- النزلة المستجدة
- الخوالد
- تاسا
- دير تاسا
- بويط
- التناغة الشرقية
- التناغة الغربية
- عرب مطير
- العفادرة
- المطمر
- العونة
- الهدار
- الغريب
- جزيرة الساحل
- الجمسة
- نزلة باخوم

## أعلام ساحل سليم
- محمد محمود باشا رئيس وزراء مصر في عهد الملك فؤاد الأول.ا[6][7][8]
- الفنان مختار باشا عثمان، وترجع اصوله إلي مركز ساحل سليم.[9]
- ومحمد كامل عبد الرحيم، عضو مصر الدائم في هيئة الأمم المتحدة